# پارک ملی سیبیلوی
پارک ملی سیبیلوی (به لاتین: Sibiloi National Park) یک پارک ملی در کنیا است که در شهرستان مارسابیت واقع شده‌است.